# Burasaia
Burasaia Thouars – rodzaj roślin z rodziny miesięcznikowatych (Menispermaceae). Obejmuje co najmniej 4 gatunki występujące endemicznie na Madagaskarze.

## Systematyka
Pozycja systematyczna według APweb (aktualizowany system APG III z 2009)
Rodzaj z rodziny miesięcznikowatych (Menispermaceae).
Wykaz gatunków
- Burasaia australis Elliot
- Burasaia congesta Decne.
- Burasaia gracilis Decne.
- Burasaia madagascariensis DC.